# Pedro da Fonseca Luzio
Pedro de Fonseca Luzio o Lúcio (Campo Maior, c. 1610-Vila Viçosa, 1662/3) fue un compositor y maestro de capilla portugués del Barroco.

## Vida

Palacio ducal de Vila Viçosa

Pedro de Fonseca nació alrededor de 1610 en Campo Maior. Su formación musical pasó por Évora, donde fue discípulo de Manuel Rebelo. Añadió Luzio a su nombre de bautismo posiblemente en honor a su hermano, Bartolomeu da Fonseca Luzio, fallecido en 1642.
Partió hacia Vila Viçosa inicialmente como clérigo de una parroquia cercana y sólo después fue admitido como maestro de capilla en el Palacio ducal de Vila Viçosa, lo que aconteció alrededor de 1640/1644, sucediendo al padre Manuel Pessoa. 
Falleció en 1662 o 1663, siendo sustituido el cargo por fray Francisco de Arruda.

## Obra
La Biblioteca Real de Música guardaba diversas composiciones de su autoría, lo que demostraba el aprecio que le mostraba Juan IV de Portugal. Son listadas en el Índice más de cuarenta villancicos y algunas obras sacras que fueron destruidas en el terremoro de Lisboa de 1755. Sobrevivió aún un corpus muy significativo en el Palacio Ducal de Vila Viçosa y el Archivo del Distrito de Braga.
- Biblioteca del Paço Ducal de Vila Viçosa:
  - Libro de salmos (1735) - 5 obras[7]
- Archivo del Distrito de Braga:
  - P-BRp 967 (1615) - 42 obras[8]

Obras perdidas: más de cuarenta villancicos para varias celebraciones.